# Pavoraja alleni
Pavoraja alleni is een vissoort uit de familie van de Arhynchobatidae. De wetenschappelijke naam van de soort is voor het eerst geldig gepubliceerd in 1982 door McEachran & Fechhelm.